# Katie Eberling
Katie Eberling (7 de agosto de 1988) es una deportista estadounidense que compitió en bobsleigh en la modalidad doble. Ganó dos medallas en el Campeonato Mundial de Bobsleigh, plata en 2013 y bronce en 2012.

## Palmarés internacional
| Campeonato Mundial | Campeonato Mundial           | Campeonato Mundial | Campeonato Mundial |
| Año                | Lugar                        | Medalla            | Prueba             |
| ------------------ | ---------------------------- | ------------------ | ------------------ |
| 2012               | Lake Placid (Estados Unidos) | Medalla de bronce  | Doble              |
| 2013               | Sankt Moritz (Suiza)         | Medalla de plata   | Doble              |